# Симоне Перота
Симоне Паскуале Перота (на италиански: Simone Pasquale Perrotta) е италиански професионален футболист, атакуващ полузащитник. Той е играч на Рома. Висок е 178 см.
Започва професионална си кариера в Реджина. След това халфът преминава през Ювентус, Бари и Киево. През 2004 г. Перота преминава в Рома. Дебютира за Италия през 2002 г.